# رود أوليفر
رود أوليفر (بالإنجليزية: Rod Oliver)‏ هو موظف مدني وسياسي أسترالي، ولد في 8 مارس 1922 بملبورن في أستراليا، وتوفي في 24 سبتمبر 2005 بأليس سبرينغز في أستراليا. حزبياً، نشط في حزب الدولة الليبرالي ‏ (1977 – 21 أغسطس 1979). وقد انتخب عضو الجمعية التشريعية للإقليم الشمالي ‏ عن دائرة Electoral division of Alice Springs ‏ (13 أغسطس 1977 – 6 يونيو 1980).